# Centraladministrationen
Centraladministrationen betegner den mest centrale del af den nationale statsforvaltning i Danmark. Selvom der ikke findes én entydig afgrænsende definition, henviser man typisk til ministerierne, der som det øverste led i den danske regering administrerer den offentlige forvaltning i Danmark.
De fleste ministerier er organiseret i et departement og en eller flere styrelser herunder. Hvor departementet både fungerer som sekretariat for den politiske leder, ministeren, og har en bredere koordinerende rolle på tværs af ministeriets ressort, varetager styrelserne mere konkrete myndigheds-, styrings- og driftsopgaver. Dog følger tre ministerier [Pr.  september 2022] ikke denne struktur: Statsministeriet løser ikke ressortopgaver og har af den årsag ingen styrelser;:18-19  Udenrigsministeriet er organiseret i et departement og udenlandske missioner herunder ambassader og ved FN; Kirkeministeriet er organiseret i et departement og en mere decentral Folkekirke.
Centraladministrationens organisering trækker lange historiske rødder, og selvom departements-styrelsesorganisationen har været den foretrukne organiseringsform i den danske statsforvaltning, sker der undertiden omrokeringer i ansvarsområder mellem ministerierne, deres styrelser samt de ikke-nationale offentlige forvaltninger såsom kommuner, regioner og amter.:19  I 1999 overgik DSB eksempelvis fra at være et såkaldt etat, der refererede direkte til transportministeren, til at være en selvstændig offentlig virksomhed; i 2004 overflyttedes opkrævningen af visse skatter fra kommuner til Skatteministeriet; i 2011 rykkedes såkaldt "objektiv sagsbehandling" herunder rutinesagsbehandling af familieydelser, barselsdagpenge, folkepension, førtidspension og boligstøtte til Udbetaling Danmark.:1 

## Udflytning af statslige arbejdspladser
Historisk har hele administrationen engang ligget udelukkende i hovedstaden København. Selvom ministeriernes departementer forsat er placeret i København, er flere styrelser og mere perifere dele af staten blevet forflyttet til andre steder i landet. Sikkerhedsstyrelsen skiftede eksempelvis lokation til Esbjerg i 2004, og fra politisk side blev det i 2015 og i 2018 besluttet af udflytte større dele af staten.

## Fodnoter
1. ↑  I Regeringen Mette Frederiksen II er Louise Schack Elholm fra Venstre udover kirkeminister desuden minister for landdistrikter, hvorfor Kirkeministeriet som noget nyt har den nyoprettede Plan- og Landdistriktsstyrelsen hørende under sig.
2. ↑  Familieydelser dækker over børnebidrag, ægtefællebidrag, børnetilskud samt børne- og ungeydelse[5]:1